# NGC 102
NGC 102 (ook wel PGC 1542 of MCG -2-2-11) is een balkspiraalstelsel in het sterrenbeeld Walvis. NGC 102 ligt op ongeveer 330 miljoen lichtjaar afstand van de Aarde.
NGC 102 werd in 1886 ontdekt door de Amerikaanse astronoom Francis Preserved Leavenworth.